# George Wassouf
George Wassouf (arabul: جورج وسوف ) (Kaufroun, 1961. december 23. –) szíriai énekes. Több mint 30 album fűződik a nevéhez. Gyermekkorában Libanonba költözött családjával, ahol állampolgárságot szerzett, és ahol fölfedezték énektehetségét, csodagyermek hírében állt.

## Életrajz
George Wassouf gyermekkorában, 10 éves kortól kezdte pályáját Szíriában, Kafroun-ban, ahol mindenféle 
rendezvényeken énekelt, majd ez után Libanonban növekedett meg rövid idő alatt a népszerűsége. 16 évesen 
elnyeri a ""Sultan El-Tarab" "The Sultan of Music" címet "el-Hawa Sultan" című klasszikus dalával. Ettől az 
időtől kezdve közönsége, rajongótábora szinte az egyetlen, az "El-tarab" titulusra, elnevezésre méltó 
művésznek, előadónak tartja az egész arab világban különlegesen tiszta hangja, hangtónusa miatt, hangját 
varázslatosnak tartják, előadói tehetsége és munkája, előadói stílusa katartikus élményt nyújt a hallgató 
számára. Autentikus arab ének-, és zenei kultúra ötvöződik természetes, speciális, egyéni stílusú  
előadóművészetében.
Híres és korábbi dalai, nagy slágerei, amelyeknek nagy népszerűségét köszönheti:
"Hawa Sultan", "Rohi ya Nesmah", "Helif el-Amar", and "Law Naweit".
George Wassouf varázslatos hangjának és őstehetségének korai felfedezője "George Al-Khouri".
George Wassouf nős, 21 éves korában kötött házasságot a Sierra Leone-i Shalimar-ral, három gyermekük 
van:"Hatem", és "George" (junior), idősebb fiuk "Wadee".
Igazi karrierje és nagy népszerűsége a libanoni híres "Studio El Fan" című TV-műsorral indult 1980-tól, 
amikor 16 éves volt. (Már ekkor viselte a "Sultan of Tarab" címet).  "Hilef il Amar" című dala az egész arab 
világban híressé és elismertté is tette, népszerűsége innentől kezdve dinamikusan, gyorsan ível fölfelé.
Különleges előadói stílusát, művészetét több fiatalabb énekes is utánozni, másolni próbálja, úgy mint:"George 
al-Rassi" és "Wael Jassar".
George Wassouf világsztár, igazi kuriózum, aki rendhagyó módon, igen rövid idő alatt érte el nagy hírnevét és elismertségét. Természetesen George Wassouf nem csak az arab világ énekes szultánja, annak egyik legjobb és 
legnagyobb énekes előadója, nagy sztárja, de az USA-ban is ismert, akár csak Európában.
Annak ellenére, hogy nem igazán szerette a filmforgatást, egyéni, nagy előadói tehetsége megmutatkozik a videó 
klipekben is.

## Diszkográfia
A "Sultan El-Tarab" (A tarab szultánja) George Wassouf hivatalos albumai:
- 1984: El Hawa Sultan Archiválva 2012. július 30-i dátummal a Wayback Machine-ben
- 1992: Rouh El Rouh Archiválva 2012. augusztus 26-i dátummal a Wayback Machine-ben
- 1993: She' Ghareeb Archiválva 2012. július 30-i dátummal a Wayback Machine-ben
- 1994: Kalam El Nass Archiválva 2012. július 30-i dátummal a Wayback Machine-ben
- 1996: Leil El Ashiqeen Archiválva 2012. augusztus 25-i dátummal a Wayback Machine-ben
- 1998: Lissa El Dounya Bi Khair Archiválva 2012. július 30-i dátummal a Wayback Machine-ben
- 1999: Tabeeb Garrah Archiválva 2012. szeptember 15-i dátummal a Wayback Machine-ben
- 2000: Dol Mush Habayib Archiválva 2012. július 30-i dátummal a Wayback Machine-ben
- 2001: Zaman El Ajayib Archiválva 2012. július 30-i dátummal a Wayback Machine-ben
- 2002: Inta Gherhom Archiválva 2012. július 30-i dátummal a Wayback Machine-ben
- 2003: Salaf Wi Deine Archiválva 2012. július 30-i dátummal a Wayback Machine-ben
- 2004: Etakhart Kteer Archiválva 2012. augusztus 17-i dátummal a Wayback Machine-ben
- 2006: Heya El Ayam Archiválva 2012. augusztus 18-i dátummal a Wayback Machine-ben
- 2008: Kalamak Ya Habibi Archiválva 2012. július 30-i dátummal a Wayback Machine-ben
- 2009: Allah Kareem Archiválva 2012. szeptember 9-i dátummal a Wayback Machine-ben

## Videográfia
- Kalam El Nass Archiválva 2012. július 30-i dátummal a Wayback Machine-ben
- Irda Bil Nasseeb Archiválva 2012. július 30-i dátummal a Wayback Machine-ben
- Lissa El Donya Bi Khair Archiválva 2012. július 30-i dátummal a Wayback Machine-ben
- Tabeeb Garrah Archiválva 2012. október 23-i dátummal a Wayback Machine-ben
- Ana Assef Archiválva 2012. július 30-i dátummal a Wayback Machine-ben
- Dol Mush Habayib Archiválva 2012. július 30-i dátummal a Wayback Machine-ben
- Yom El Wadaa' Archiválva 2012. július 30-i dátummal a Wayback Machine-ben
- Zaman El Ajayib Archiválva 2012. november 3-i dátummal a Wayback Machine-ben
- Mat'oulou Leh Archiválva 2012. november 3-i dátummal a Wayback Machine-ben
- Salaf Wi Dein Archiválva 2012. július 30-i dátummal a Wayback Machine-ben
- Sabir Wi Radi Archiválva 2012. augusztus 17-i dátummal a Wayback Machine-ben
- Sihirt El Leil Archiválva 2012. július 30-i dátummal a Wayback Machine-ben
- Etakhart Kteer Archiválva 2012. július 30-i dátummal a Wayback Machine-ben
- Ya Habibi Archiválva 2012. július 30-i dátummal a Wayback Machine-ben
- As'ab Furaa Archiválva 2012. augusztus 17-i dátummal a Wayback Machine-ben
- Allem Albi Elshou' Archiválva 2012. július 30-i dátummal a Wayback Machine-ben

## Külső hivatkozások
- Hivatalos weboldal